# Daniel Huss
Daniel Huss (Luxemburg, 4 oktober 1979) is een voetballer uit Luxemburg. Hij staat als aanvaller sinds 1998 onder contract bij CS Grevenmacher. Eerder speelde hij voor Standard Luik en 1. FC Kaiserslautern II.

## Clubcarrière

### Erelijst
CS Grevenmacher
- Landskampioen

2003
- Beker van Luxemburg

2003, 2008
- Luxemburgs voetballer van het jaar

2010
- Topscorer Nationaldivisioun

2003 (22 goals), 2010 (22 goals)

## Interlandcarrière
Huss kwam in totaal 44 keer (twee doelpunten) uit voor de nationale ploeg van Luxemburg in de periode 2000–2007. Hij maakte zijn debuut op 26 april 2000 in de vriendschappelijke wedstrijd op eigen veld tegen Estland, die eindigde in een 1-1 gelijkspel. Zijn 44ste en laatste interland speelde hij op 12 september 2007 in Sofia tegen Bulgarije.
| Interlanddoelpunten | Interlanddoelpunten | Interlanddoelpunten | Interlanddoelpunten               | Interlanddoelpunten | Interlanddoelpunten | Interlanddoelpunten |
| #                   | Datum               | Locatie             | Wedstrijd                         | Goal(s)             | Uitslag             | Competitie          |
| ------------------- | ------------------- | ------------------- | --------------------------------- | ------------------- | ------------------- | ------------------- |
| 1                   | 31/03/2004          | Luxemburg           | Luxemburg – Bosnië en Herzegovina | 87'                 | 1–2                 | Oefeninterland      |
| 2                   | 28/04/2004          | Innsbruck           | Oostenrijk – Luxemburg            | 63'                 | 4–1                 | Oefeninterland      |